# (68853) Vaimaca
(68853) Vaimaca es un asteroide del cinturón principal. Fue descubierto por el astrónomo uruguayo Gonzalo Tancredi el 19 de abril de 2002, en el observatorio astronómico Los Molinos, y lleva el nombre del cacique charrúa Vaimaca Pirú.